# OPSI
OPSI  (Overwhelming post-splenectomy infection) är en sällsynt men allvarlig infektion som kan drabba individer med avsaknad av eller dysfunktionell mjälte. Tillståndet orsakas i huvudsak av kapslade bakterier exempelvis pneumokocker och leder till en livshotande infektion i form av antingen meningit eller sepsis.  OPSI har ett mycket snabbt sjukdomsförlopp och utan omedelbar behandling är tillståndet livshotande vilket i regel leder till död inom 24 timmar från sjukdomsdebut.
Mjälten spelar en central roll i kroppens försvar mot kapslade bakterier. Efter en splenektomi (kirurgiskt avlägsnande av mjälten) ökar därför risken för allvarliga och snabbt progredierande infektioner av dessa bakterier. Den snabba utvecklingen från tillsynes milda symtom till sepsis är en av de saker som gör OPSI särskilt farlig.

## Symtom
OPSI kan initialt uppvisa milda influensaliknande symtom såsom feber eller hosta. I senare stadier av infektionen kan symtomen utvecklas till skakningar, frossa, diarré, kräkningar, myalgi, huvudvärk och buksmärtor.
Sjukdomen fortskrider snabbt från ovan nämnda symtom till koma, refraktär septisk chock och slutligen död på så lite som 24 timmar.

## Prevention
Åtgärder för att minska risken för OPSI inkluderar vaccination, profylaktisk antibiotika och patientutbildning.   Vanligtvis erbjuds patienter utan mjälte vaccinationer mot pneumokocker, Haemophilus influenzae typ B och meningokocker.

## Prognos
OPSI är nästan alltid dödligt utan behandling medan man vid behandling beräknats ha en mortalitetsfrekvens på cirka 50-80 procent. Behandling av OPSI består främst av intravenös bredspektrumantibiotika i kombination övrig intensivvårdsbehandling.

## Epidemiologi
Risken att drabbas av OPSI har beräknats vara 0,23-0,42 procent per år, vilket medför en livstidsrisk på 5%. Störst risk har man under de 2 första åren efter en splenektomi men risken finns kvar livet ut. Även hos barn har  en ökad risk och incidens observerats, vilket gör att man ofta strävar efter att försöka skjuta upp planerade splenektomier till en högre ålder inom denna grupp.